# Emily Saliers
Emily Saliers (ur. 22 lipca 1963 w New Haven w Connecticut) – amerykańska muzyk i kompozytorka występująca w folkowym zespole Indigo Girls. Saliers gra na gitarze oraz banjo, pianinie, mandolinie, ukulele, bouzonki i wielu innych instrumentach.
Urodziła się jako córka Dona i Jane Saliers, dorastała w Decatur w Georgii, gdzie jej ojciec był profesorem na Emory University. Saliers jest drugą córką z czworga dzieci - samych dziewczynek. Ukończyła studia na uniwersytecie Emory w 1985 roku z tytułem magistra in English.
Saliers spotkała po raz pierwszy swoją partnerkę z zespołu Amy Ray w szkole podstawowej, do której razem chodziły. W szkole średniej zaczęły razem występować na występach talentów pod nazwami „Saliers & Ray” oraz „B-Band”. Kiedy Saliers wyjechała z Georgii na Uniwersytet, Ray często odwiedzała ją, by grać razem na scenie. Saliers i Ray porzuciły swoje uczelnie by studiować razem na Emory University. To tam powstał zespół Indigo Girls.